# 寺尾駅

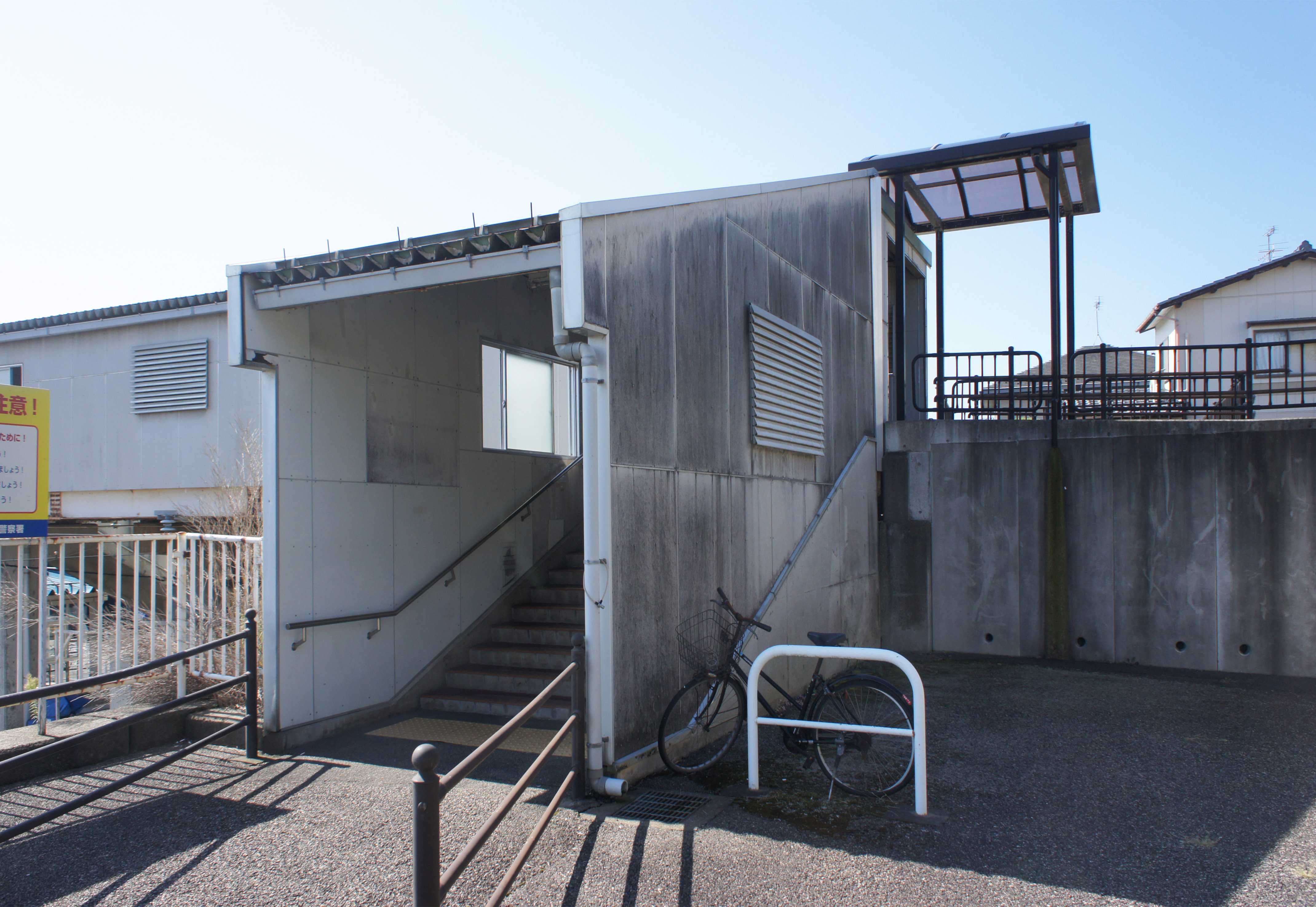
北口（2021年9月）

寺尾駅（てらおえき）は、新潟県新潟市西区寺尾上二丁目にある、東日本旅客鉄道（JR東日本）越後線の駅である。

## 歴史
- 1914年（大正3年）10月20日：越後鉄道の停留場として関屋 - 内野間に新設開業[2]。
- 1918年（大正7年）3月25日：停留場から停車場（駅）に昇格[1][3]。一般駅？[3]。
- 1927年（昭和2年）10月1日：越後鉄道が国有化[3]。国有鉄道越後線所属となる[4]。
- 1960年（昭和35年）3月15日：貨物の扱いを廃止[3]。
- 1984年（昭和59年）2月1日：荷物の扱いを廃止[3]。
- 1986年（昭和61年）ごろ：橋上駅化により、北口を新設[5]。
- 1987年（昭和62年）4月1日：国鉄分割民営化により、東日本旅客鉄道（JR東日本）の駅となる[3]。
- 1998年（平成10年）8月4日：8.4水害により、同駅と小針駅間の線路路盤の一部が流出。しばらくの間、同区間で徐行運転。
- 2005年（平成17年）1月20日：自動改札機の供用を開始[6]。
- 2006年（平成18年）1月21日：ICカード「Suica」の利用が可能となる[7]。
- 2007年（平成19年）12月：駅ホームおよび南口にエレベーターを設置。
- 2024年（令和6年）1月31日：みどりの窓口の営業を終了[8]。

駅の西（新潟大学前寄り）には新潟県道44号新潟燕線を横断する踏切が設けられており、これには「農園踏切」の名称が付けられている。踏切の設置時には新潟遊園（現在の寺尾中央公園）の前身である農園があったためで、往時の名残である。

## 駅構造
島式ホーム1面2線に橋上駅舎を有する地上駅である。
新潟駅が管理する業務委託駅で、駅業務はJR東日本新潟シティクリエイト（JENIC）が受託している。改札口には自動改札機（SuicaなどのICカードに対応）が設置されている。また、改札口周辺には、自動券売機、多機能券売機、ベンチ（改札内）などが設置されているほか、ホーム上にはトイレや自動販売機が設置されている。このほか、バリアフリー対策として、改札内コンコースとホームを連絡するエレベーターが設置されている。
自由通路（寺尾駅南北自由通路）は新潟市西区建設課が管理しており、駅舎は自由通路に面する2階に設置されている。バリアフリー対策として南口側にエレベーター1基が設置されている。当駅は新潟砂丘の南斜面に位置しており、南口側と北口側で標高差がある。自由通路は、北口側は数段の階段またはスロープを利用するだけでほぼ平面だが、南口は階段またはエレベーターで昇降する必要がある。改札外にトイレは設置されていない。
かつては、当駅のホーム東側に歩行者専用の踏切が設置されていた。元々は北口側に所在する寺尾神社の参道だったもので、踏切の路面には渡り板がなく、ホーム横に警報機を設置したのみの簡素な構造で、橋上駅舎への改築後も存続したが、JR東日本新潟支社と新潟市ではこの踏切を2014年（平成26年）夏に閉鎖し、警報機を撤去したうえで線路南北を柵等で閉鎖する措置が取られた。

### のりば
| 番線 | 路線    | 方向 | 行先           |
| ---- | ------- | ---- | -------------- |
| 1・2 | ■越後線 | 上り | 内野・吉田方面 |
| 1・2 | ■越後線 | 下り | 新潟方面       |

- 日中は、ほとんどの列車が当駅で交換する。

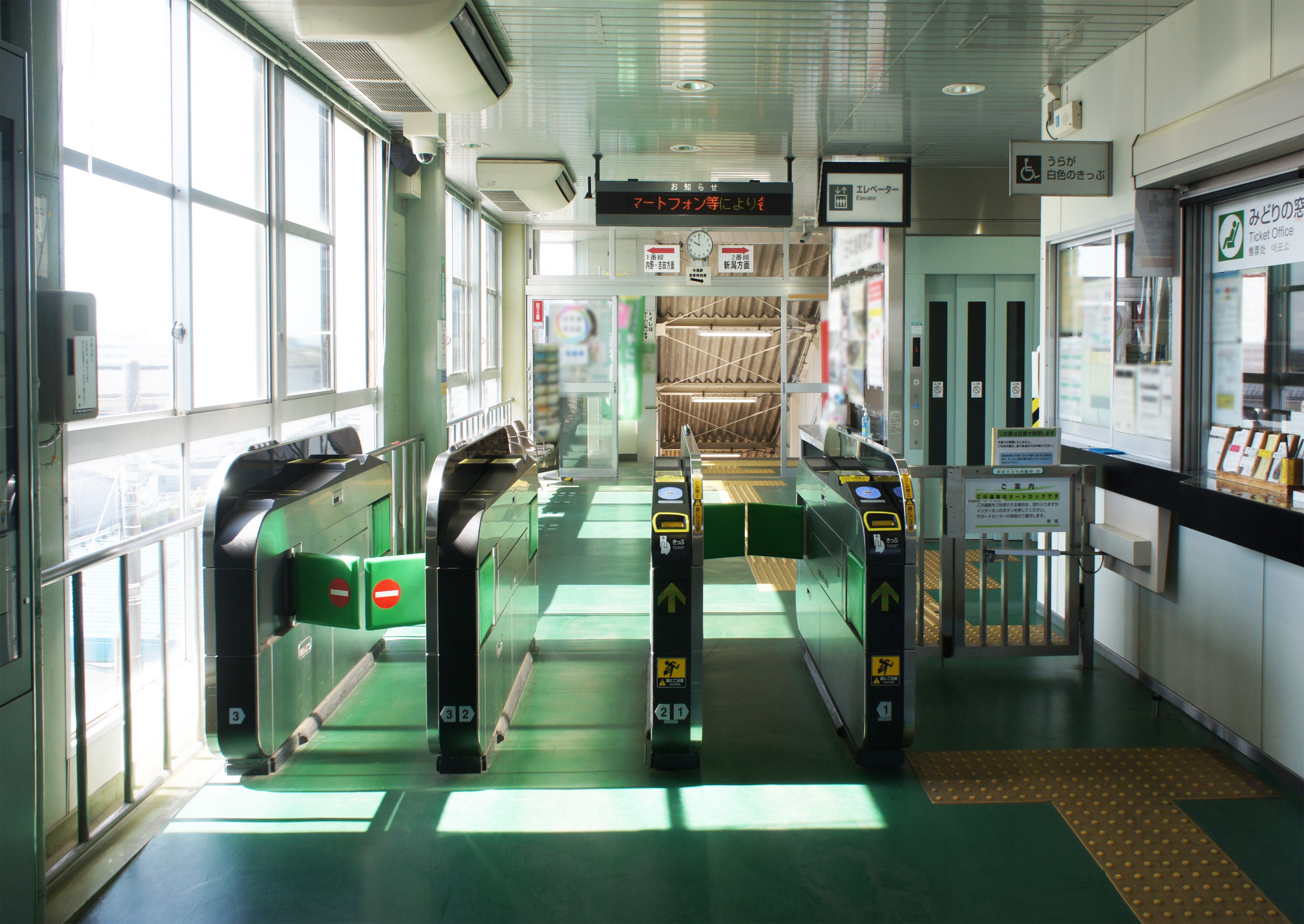
改札口（2021年9月）
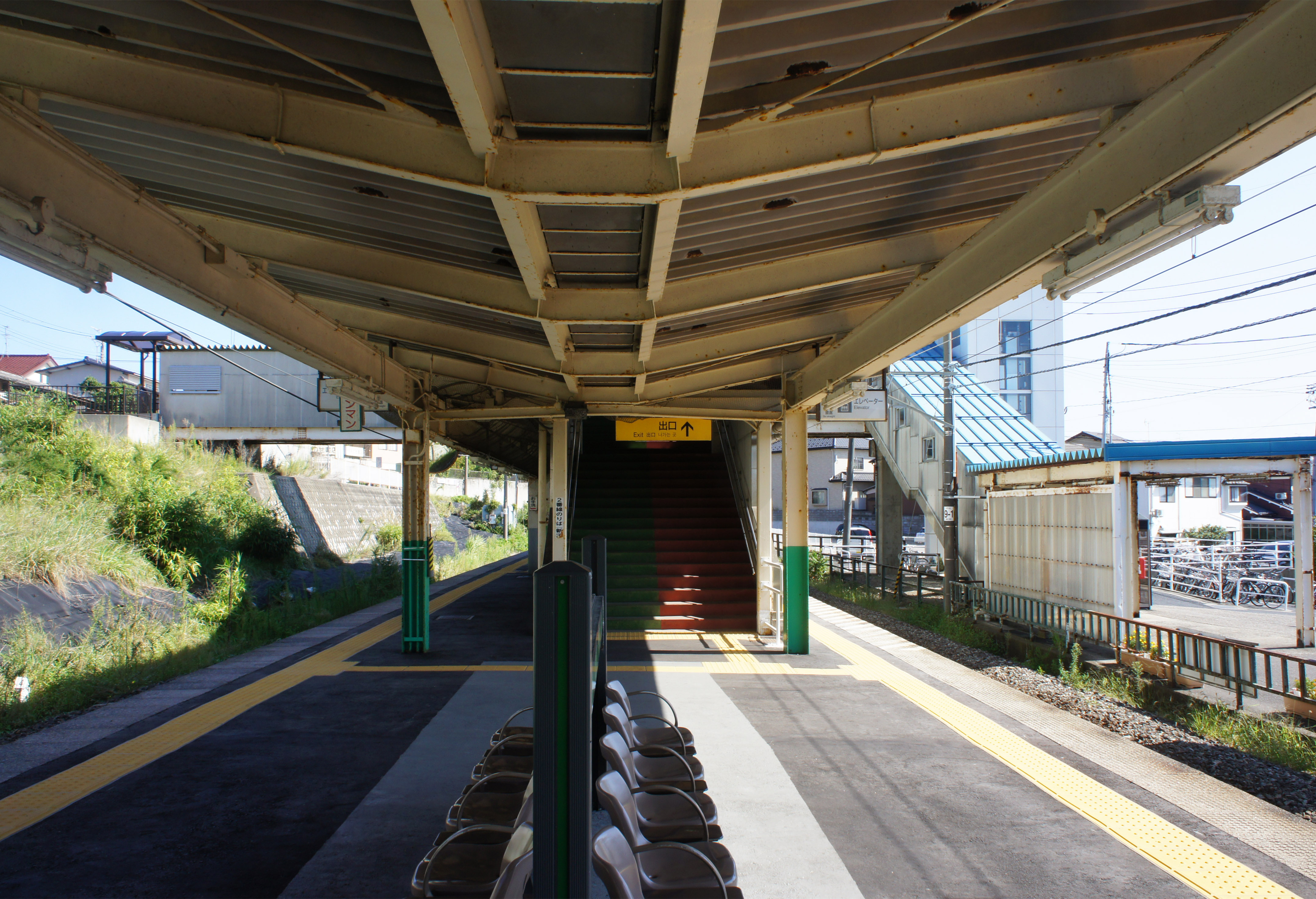
ホーム（2021年9月）

## 利用状況
JR東日本によると、2023年度（令和5年度）の1日平均乗車人員は1,836人である。
2000年度（平成12年度）以降の推移は以下のとおりである。
| 1日平均乗車人員推移 | 1日平均乗車人員推移 | 1日平均乗車人員推移 | 1日平均乗車人員推移 | 1日平均乗車人員推移 |
| 年度                | 定期外              | 定期                | 合計                | 出典                |
| ------------------- | ------------------- | ------------------- | ------------------- | ------------------- |
| 2000年（平成12年）  |                     |                     | 2,552               | [ 利用客数 2 ]      |
| 2001年（平成13年）  |                     |                     | 2,521               | [ 利用客数 3 ]      |
| 2002年（平成14年）  |                     |                     | 2,430               | [ 利用客数 4 ]      |
| 2003年（平成15年）  |                     |                     | 2,396               | [ 利用客数 5 ]      |
| 2004年（平成16年）  |                     |                     | 2,298               | [ 利用客数 6 ]      |
| 2005年（平成17年）  |                     |                     | 2,315               | [ 利用客数 7 ]      |
| 2006年（平成18年）  |                     |                     | 2,250               | [ 利用客数 8 ]      |
| 2007年（平成19年）  |                     |                     | 2,221               | [ 利用客数 9 ]      |
| 2008年（平成20年）  |                     |                     | 2,123               | [ 利用客数 10 ]     |
| 2009年（平成21年）  |                     |                     | 2,123               | [ 利用客数 11 ]     |
| 2010年（平成22年）  |                     |                     | 2,169               | [ 利用客数 12 ]     |
| 2011年（平成23年）  |                     |                     | 2,146               | [ 利用客数 13 ]     |
| 2012年（平成24年）  | 628                 | 1,543               | 2,171               | [ 利用客数 14 ]     |
| 2013年（平成25年）  | 655                 | 1,571               | 2,227               | [ 利用客数 15 ]     |
| 2014年（平成26年）  | 644                 | 1,481               | 2,125               | [ 利用客数 16 ]     |
| 2015年（平成27年）  | 641                 | 1,546               | 2,187               | [ 利用客数 17 ]     |
| 2016年（平成28年）  | 627                 | 1,543               | 2,171               | [ 利用客数 18 ]     |
| 2017年（平成29年）  | 602                 | 1,486               | 2,088               | [ 利用客数 19 ]     |
| 2018年（平成30年）  | 601                 | 1,495               | 2,096               | [ 利用客数 20 ]     |
| 2019年（令和元年）  | 581                 | 1,508               | 2,090               | [ 利用客数 21 ]     |
| 2020年（令和02年）  | 389                 | 1,329               | 1,718               | [ 利用客数 22 ]     |
| 2021年（令和03年）  | 404                 | 1,295               | 1,700               | [ 利用客数 23 ]     |
| 2022年（令和04年）  | 476                 | 1,302               | 1,779               | [ 利用客数 24 ]     |
| 2023年（令和05年）  | 512                 | 1,323               | 1,836               | [ 利用客数 1 ]      |

## 駅周辺

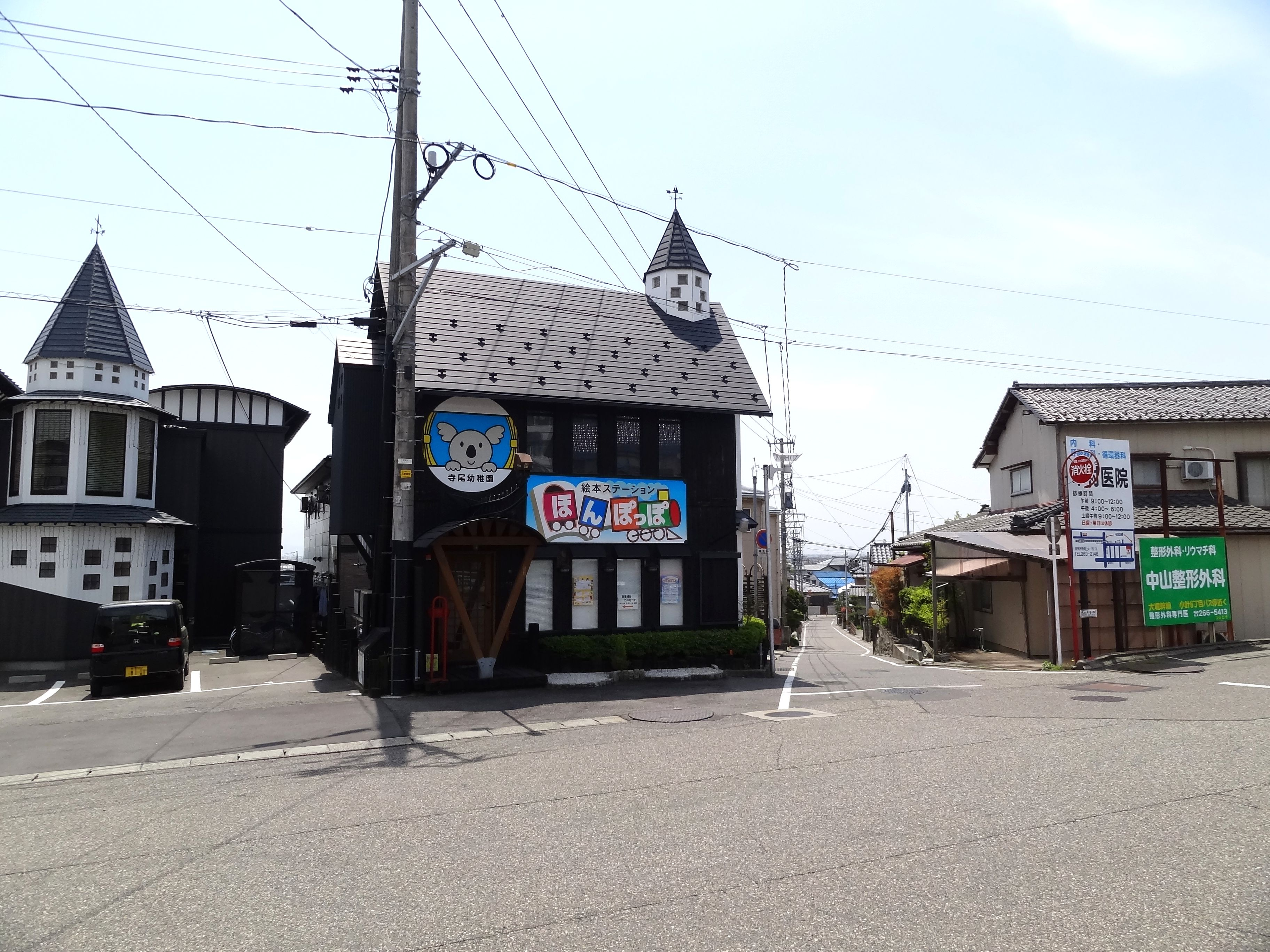
寺尾駅前（南口）

周辺は住宅地となっている。

### 北口側
- 寺尾中央公園
- 新潟工業短期大学
- 新潟市立五十嵐中学校
- 新潟市立五十嵐小学校
- ひらせいホームセンター 本社・寺尾台店
- 新潟市道曽和インター信濃町線1号（西大通り）
- 第四北越銀行 寺尾支店
- マルイ 寺尾台店
- ウオロク 上新栄町店
- チャレンジャー 寺尾店

### 南口側
- 新潟市 西区役所[1]
- 新潟市立坂井輪図書館[1]
- 新潟市立坂井輪中学校
- 新潟市立坂井東小学校
- 新潟市立坂井輪小学校
- 第四北越銀行 寺尾支店[注 1]
- ドラッグトップス寺尾東店
- 新潟県道382号寺尾停車場線

## バス路線
駅西側、県道44号の踏切付近に西区区バス坂井輪ルート（Qバス）の停留所があるほか、越後線と並行する新潟交通の「W2 西小針線」および「W3 寺尾線」のバス停も北・南それぞれの幹線道路沿いに設けられている。

## 隣の駅
東日本旅客鉄道（JR東日本）
■越後線
新潟大学前駅 - 寺尾駅 - 小針駅

### 記事本文